# Staatstelegramm
Staatstelegramme waren und sind besondere Telegramme, die mit höchster Priorität und Wichtigkeit übermittelt werden.
Nur ein sehr kleiner Personenkreis ist berechtigt, solch höchstpriore Telegramme aufzugeben. Dazu zählen insbesondere Staatsoberhäupter und Regierungschefs.

## Definition
Die Telegrammordnung (TO) der Bundesrepublik Deutschland von 1974 legte unter § 3 „Einteilung und Rangfolge der Telegramme“ hierzu folgendes fest:

„Die Telegramme werden eingeteilt

1. nach der Herkunft in

a) Staatstelegramme,

b) Telegrafendiensttelegramme

c) Privattelegramme […]
Bei der Übermittlung und Zustellung haben die Staatstelegramme, die als solche gekennzeichnet sind, vor den übrigen Telegrammen […] den Vorrang.“

Für den Bereich des beweglichen Flugfunkdienstes gibt es im Rahmen der Ausbildung zur Erlangung eines Sprechfunkzeugnisses für die Luftfahrt die folgende Definition für den Begriff:

„Staatstelegramme sind Meldungen, die von an Bord eines Luftfahrzeugs befindlichen Staatsoberhäuptern oder diesen gleichgestellten Personen übermittelt werden.“

## Geschichte
Staatstelegramme gibt es seit dem 19. Jahrhundert, also praktisch, seit es Telegramme gibt. Sie konnten auf Verlangen einer dazu berechtigten Person, wie beispielsweise Regierungsmitgliedern, Oberkommandierenden von Land-, See- oder Luftstreitkräften, diplomatischen oder konsularischen Vertretern, dem Generalsekretär der Vereinten Nationen oder anderen berechtigten Personen in Staatsangelegenheiten aufgegeben. Antworten auf so übermittelte Telegramme hatten ebenfalls den Rang eines Staatstelegramms. Dieser Rang steht oberhalb aller anderen Telegrammarten. Schon eine Dienstanweisung von 1895 sagte hierzu:

„Eintheilung der Telegramme.
Die Telegramme zerfallen rücksichtlich ihrer Behandlung in folgende Gattungen:

1. Staatstelegramme,

2. Telegraphen Diensttelegramme,

3. a) dringende […]

b) gewöhnliche Privattelegramme.
Bei der Beförderung genießen die Staatstelegramme, welche als solche bezeichnet und durch Siegel oder Stempel beglaubigt sein müssen, vor den übrigen Telegrammen, die Telegraphen-Diensttelegramme vor den Privattelegrammen und die dringenden Privattelegramme vor den gewöhnlichen Privattelegrammen den Vorrang.“

Der Prioritätsvermerk auf dem Telegramm lautete „ETAT“, „d’état“ (franz. für „des Staates“), „Etat Priorité“ oder ähnlich. Damit wurde eine vorrangige Behandlung der telegrafischen Übermittlung und Behandlung sichergestellt.

## Beispiele
Am 8. September 1989 hatte der Minister für Auswärtige Angelegenheiten der Deutschen Demokratischen Republik dem ungarischen Außenminister eine Protestnote wegen der Öffnung der Grenze nach Österreich per Staatstelegramm zukommen lassen.